# Siiksaare
Siiksaare (Duits: Siiksaar) is een plaats in de Estlandse gemeente Saaremaa, provincie Saaremaa. De plaats heeft de status van dorp (Estisch: küla) en telt 28 inwoners (2021).
Tot in oktober 2017 behoorde Siiksaare tot de gemeente Valjala. In die maand werd Valjala bij de fusiegemeente Saaremaa gevoegd.

## Geografie
Siiksaare ligt aan de zuidkust van het eiland Saaremaa. Ten westen van de plaats ligt de beschutte baai Laidevahe laht; ten noordwesten het meer Oessaare laht (1,3 km²). De baai en het meer liggen in het natuurreservaat Laidevahe looduskaitseala (24,4 km²). De naam Siiksaare betekent ‘Houtingeiland’. Dat wijst erop dat het grondgebied van de plaats vroeger een eiland moet zijn geweest.

## Geschiedenis
Siiksaare werd in 1645 voor het eerst genoemd onder de naam Siksahr of Sicksar, een dorp op het landgoed van Uue-Lõve. Het landgoed behoorde toe aan de Ridderschap van Ösel (de Duitse naam voor Saaremaa).
Tussen 1977 en 1997 hoorde het buurdorp Oessaare bij Siiksaare.